# Karl Eibel
Karl Eibel, avstrijski general, * 23. julij 1891, † 21. januar 1943.